# Sin título (cinco camitas)
Sin título (cinco camitas) són obres creades per Guillermo Kuitca des de l’any 1992.Fetes en acrílic sobre matalaf amb potes de fusta i bronze.
Es tracta d'una obra feta en 3D sobre uns matalassos amb pintura acrílica damunt d'aquests en forma de mapes, està dissenyada amb la finalitat de veure-la en persona i no a través de fotografies. L'autor és conegut per tota la seua creació basada en la topografia.

## Història
Ens trobem davant l'obra de Kuitca que va realitzar a partir de les seues idees de fer obres que representaren com l'artista viu al seu interior i com ho expressa al seu exterior.
Kuitca, lluny de crear obres que foren premeditades, creà obres que no ho pareixien i les quals feien la sensació que estaven fetes inclús per una ment infantil. En aquestes obres podem veure dibuixades les línies d'uns mapes que moltes vegades són creacions pròpies de l'autor i moltes altres són direccions que porten a la seua vivenda o a altres llocs que li paregueren interessants. Aquests mapes són creats directament sobre els matalassos i en altres ocasions sobre altres tipus de materials de seda els quals s'unien seguidament amb botons a aquests llits. Les línies roges, normalment, es combinen amb textos i fons perfectament decorats. Es representaven en diferents sales perquè les persones que les veiessen pogueren interactuar i sentir l'obra.
La idea de l'obra era poder representar el que Kuitca tenia al seu cap mesclant la realitat amb trets fantàstics i irreals.